# Imperfektion
Eine Imperfektion (von lateinisch imperfectus ‚unvollendet‘; auch Unvollkommenheit) ist in der Technik und speziell in der Statik eine ungewollte herstellungsbedingte Abweichung der Bauteile
- von der idealen Form (geometrische Imperfektion), z. B. die Krümmung oder die Schiefstellung einer Stütze, oder
- vom idealen Werkstoffverhalten (physikalische Imperfektion).

Imperfektionen können die Art der Beanspruchung technischer Bauteile wesentlich beeinflussen. So treten bei Druckstäben oder Stützen infolge der Imperfektionen zusätzlich zu den Druckkräften Biegemomente auf, die beim Widerstand gegen Knicken von entscheidender Bedeutung sind. Auch das Versagen von Platten und Schalen durch Beulen wird von den Imperfektionen stark beeinflusst.
In Berechnungsvorschriften oder Normen, z. B. in EN 1993-1-1 (Stahlbau) und EN 1992-1-1 (Betonbau), werden oft auch Art und Größe der Imperfektionen angegeben, die bei der Berechnung zu berücksichtigen sind.